# بيير بايهر
بيير بايهر (بالفرنسية: Pierre Baehr)‏ هو سباح فرنسي، ولد في 14 مايو 1954.

## وصلات خارجية
- بيير بايهر على موقع الاتحاد الدولي للسباحة (الإنجليزية)
- بيير بايهر على موقع أوليمبيديا (الإنجليزية)